# Теритухм
Теритухм — персидский сатрап Армении, которого упоминал в своих работах Ктесий.

## Происхождение
Теритухм был сыном Гидарна III, сатрапа Армении. Теритухм женился в 428 г. до н. э. на дочери царя Дария II. Арсак, сын того же царя, который впоследствии правил как Артаксеркс II, в свою очередь женился на Статире, дочери Гидарна.

## История
Дарий II в 428 году до н. э. н. э. назначил Теритухма сатрапом Армении, которая раньше управлялась его отцом. У Теритухма по отцовской линии была сестра по имени Роксана, очень красивая, отлично стрелявшая из лука и метавшая копьё. Очарованный её чарами, он воспылал к ней большой страстью и, питая отвращение к своей новой жене Аместрис, решил поместить её в мешок и дать пронзить стрелами трем сотням мужчин, с которыми хотел поднять бунт.
Удиаст (щитоносец Теритухма), пользовавшийся большим доверием у Теритухма, получив письма от царя Дария II, в которых царь обещал ему большие награды, если ему удастся спасти его дочь, напал на мятежника, разбил его и убил. Эта победа стоила дорого, потому что Теритухм мужественно защищался от нападавших на него, и даже говорят, что он убил своей рукой до тридцати семи человек. Митрадат, сын Удиаста, не присутствовал при этом сражении. Когда он услышал об этом, то произнёс тысячу проклятий против своего отца и, захватив неизвестный город Зарис, удержал его, чтобы передать его Сатибарзану, сыну Теритухма. В это время Парисатида, сестра-жена Дария II и мать Аметриды, заживо погребла мать Теритухма, двух её братьев Метроста и Геликоса, а также двух её сестер. Что же касается Роксаны, то она приказала разрубить её на куски, и этот варварский приказ был исполнен (в 410 году до н. э.). Затем Дарий II приказал Парисатиде подвергнуть той же пытке Статиру, жену его сына Арсака. Но последний, бья себя в грудь и издавая страшные стоны, сломил гнев отца и матери. Удовлетворив месть Парисатиды, Дарий II даровал Статире жизнь, но в то же время сказал Парисатиде, что ей, несомненно, когда-нибудь придется раскаяться. Затем царь Артаксеркс II пожаловал сатрапию Армении своему зятю Оронту I, мужу Родогуны, одной из дочерей, которую ему родила Статира.